# HMS Audacious (1912)
HMS Audacious là một thiết giáp hạm dreadnought thuộc lớp King George V thứ nhất được Hải quân Hoàng gia chế tạo ngay trước Chiến tranh Thế giới thứ nhất. Nó bị đánh chìm do trúng phải một quả thủy lôi Đức ngoài khơi bờ biển Donegal, Ireland vào năm 1914.

## Thiết kế
Bốn chiếc thuộc lớp King George V được đóng trong chương trình chế tạo hải quân năm 1910 là sự lặp lại của lớp thiết giáp hạm Orion dẫn trước. Tuy nhiên, khi chiếc tàu chiến-tuần dương Lion hoàn tất vào tháng 5 năm 1912 với cột ăn-ten được đặt trước ống khói phía trước, nó chứng tỏ đây là một kiểu bố trí tốt hơn nhiều so với những chiếc Orion. Việc cải tiến này tạo ra một lớp thiết giáp hạm mới cải tiến đáng kể, một trường hợp hiếm hoi khi thiết kế một chiếc tàu chiến-tuần dương lại ảnh hưởng đến thiết kế thiết giáp hạm. Cho dù các lớp Orion và King George V khá giống nhau, vị trí của cột ăn-ten khiến dễ dàng phân biệt hai kiểu tàu.
Hai chiếc đầu tiên trong lớp King George V và Centurion thoạt tiên được trang bị cột ăn-ten dạng cột, nhưng việc sáng chế ra hệ thống điều khiển hỏa lực đòi hỏi cột ăn-ten chắc chắn hơn, nên chúng được tái cấu trúc với cột ăn-ten ba chân. Audacious và Ajax được trang bị cột ăn-ten ba chân ngay từ đầu.

### Hệ thống động lực
Cách sắp xếp hệ thống động cơ rất giống như đối với lớp Orion dẫn trước, gồm bốn trục chân vịt nối liền với turbine hơi nước Parsons dẫn động trực tiếp. Khoang động cơ được ngăn làm ba: các trục chân vịt phía giữa nối với phòng động cơ trung tâm và được dẫn động bằng các turbine áp lực cao phía trước và phía sau; trong đó turbine phía trước còn có một tầng bổ sung để chạy đường trường. Các trục chân vịt phía ngoài nối với phòng động cơ bên mạn phải và mạn trái, và được dẫn động bằng các turbine áp lực thấp phía trước và phía sau. Khi chạy ở tốc độ đường trường, các turbine bên mạn sẽ được tắt đi, con tàu chỉ dựa vào các turbine phía giữa. Mười tám nồi hơi Yarrow được phân thành ba nhóm, mỗi nhóm có sáu nồi hơi. Thiết kế nguyên thủy chỉ dự định đốt than, nhưng Audacious được bổ sung thiết bị phun dầu để có thể nhanh chóng nâng áp lực hơi nước. Hệ thống động lực có công suất 31.000 mã lực càng (23 MW), cho phép đạt đến tốc độ 21 hải lý trên giờ (39 km/h). Con tàu có thể mang theo 3.180 tấn (3.130 tấn Anh; 3.510 tấn Mỹ) than và 800 tấn (790 tấn Anh; 880 tấn Mỹ) dầu, cho phép có được tầm hoạt động tối đa 6.370 dặm (10.250 km) ở tốc độ đường trường 10 hải lý trên giờ (19 km/h).

### Dàn pháo chính
Mười khẩu hải pháo BL 13,5 in (340 mm) Mark V được đặt trên năm tháp pháo nòng đôi, tất cả đều được bố trí ngay trên trục dọc của con tàu, với tháp pháo "B" và "X" bắn thượng tầng bên trên tháp pháo "A" và "Y". Do được đặt giữa tàu, giữa ống khói phía sau và khối cấu trúc thượng tầng phía sau, tháp pháo "Q" là tháp pháo duy nhất có góc xoay giới hạn. Tuy nhiên trong thực hành, do các nóc quan sát được đặt trên nóc tháp pháo, việc bắn thượng tầng của "B" và "X" ngay bên trên "A" và "Y" gây ảnh hưởng mạnh đến pháo thủ tháp pháo bên dưới, nên chúng bị giới hạn ở góc 30° từ trục giữa.
Dàn pháo chính của lớp King George V rất giống với lớp Orion dẫn trước. Pháo 13,5 inch tái xuất hiện cùng Hải quân Hoàng gia sau một khoảng gián đoạn, và được trang bị trên lớp Orion, là một vũ khí xuất sắc về tầm bắn, độ chính xác và sức mạnh. Chúng cũng có giới hạn an toàn cao, cho phép bắn một quả đạn pháo nặng hơn. Sự gia tăng trọng lượng đạn pháo đời đầu từ 1.260 pound (570 kg) dành cho lớp Orion lên đạn pháo hạng nặng 1.410 pound (640 kg) không giúp gia tăng tầm xa, cho dù liều ¼ thuốc phóng cordite MD450 nặng gần 106 pound (48 kg), khẩu pháo vẫn có tầm xa tối đa xấp xỉ 24.000 thước Anh (22.000 m).
Nòng pháo được cấu tạo bởi một lớp lót lên bề mặt một ống bên trong, vốn được quấn vòng bởi dây dẹt kéo dài nhiều dặm; bên ngoài được phủ một lớp vỏ thép. Có những vấn đề xảy ra đối với sự quấn vòng dây; nòng pháo có thể đổ gục, và nòng pháo đúc nguyên khối của Đức được làm tốt hơn. Tuy nhiên nòng pháo đúc nguyên khối mất nhiều thời gian và công sức để thực hiện, trong khi nòng pháo quấn dây được chế tạo nhanh hơn. Với một hải quân có lượng vũ khí rất lớn, tốc độ sản xuất đóng vai trò quan trọng, và Hải quân Hoàng gia không gặp phải vấn đề thiếu hụt cung cấp nòng pháo thay thế mà Hải quân Đức từng mắc phải.
Có năm hầm đạn và phòng đạn pháo tương ứng phục vụ cho tháp pháo. Mỗi khẩu pháo được cung cấp 112 quả đạn pháo, và mỗi hầm đạn chứa 896 liều ¼ thuốc phóng cordite nặng 106 pound (48 kg), nên tổng cộng con tàu có 474.880 pound (215.400 kg) thuốc phóng và 1.120 quả đạn nặng tổng cộng 1.568.000 pound (711.000 kg). Nòng pháo được ước lượng có tuổi thọ 400 quả đạn pháo hạng nhẹ, nhưng chỉ chịu đựng được 220 quả đạn pháo thế hệ mới, là một chỉ số khá tốt vào thời đó.

### Dàn pháo hạng hai và ngư lôi
Người ta thấy rõ các khẩu pháo hạng hai 4 in (100 mm) trang bị cho các lớp thiết giáp hạm dreadnought trước đây quá yếu, không thể đối phó với các tàu phóng lôi và tàu khu trục mới nhanh hơn, cũng như ngư lôi thế hệ mới có tầm hoạt động lớn hơn. Tuy nhiên, việc trang bị pháo 6 in (150 mm) khiến tăng thêm trọng lượng 2.000 tấn và gia tăng chi phí tương ứng, nên chính phủ đảng Tự do đã phủ quyết sự cải tiến này. Vì vậy, con tàu mang theo mười sáu khẩu pháo BL 4 inch (102 mm) Mark VII trong các tháp pháo ụ, chủ yếu được bố trí phía trước con tàu. Chúng hầu như vô dụng trong mọi hoàn cảnh thời tiết. Ngoài ra con tàu còn có bốn khẩu pháo chào 3 pounder.
Ba ống phóng ngư lôi ngầm 21 in (530 mm) được bố trí hai bên mạn và phía đuôi tàu. Ngư lôi mang theo thuộc kiểu Mark 2 với đầu đạn chứa 515 pound (234 kg) thuốc nổ TNT. Ở tốc độ 45 hải lý trên giờ (83 km/h) chúng chỉ đạt tầm xa 4.500 thước Anh (4.100 m), nhưng tăng lên đến gần 11.000 thước Anh (10.000 m) nếu được cài đặt ở tốc độ 30 hải lý trên giờ (56 km/h).

### Vỏ giáp
Sơ đồ vỏ giáp bảo vệ của lớp King George V về căn bản như của lớp Orion dẫn trước, nhưng được cải tiến đôi chút. Kiểu mạn tàu tương đối hẹp của những tàu chiến chủ lực Anh nhằm duy trì tốc độ cao đã hạn chế việc bảo vệ dưới nước, rõ ràng là một khiếm khuyết so với những đối thủ Đức. Các vách ngăn chống ngư lôi không liên tục và được đặt quá gần lớp vỏ ngoài, nhưng cũng bao phủ một chiều dài lớn hơn so với lớp Orion. Giống như lớp thiết giáp hạm dẫn trước, đai giáp hông che phủ cho đến sàn tàu trên, nên bảo vệ tương đối tốt hơn đối với đạn pháo bắn tới. Đai giáp dưới dày 12 in (300 mm) trong khi đai giáp trên dày 8 in (200 mm), làm bằng thép giáp Krupp. Các vách ngăn bọc thép ngang làm bằng thép Krupp không tôi (KNC: Krupp non-cemented armour) dày 10 in (250 mm), trong khi vách ngăn chống ngư lôi bằng thép KNC dày tối đa 3 in (76 mm) bên trên các khu vực hầm đạn và phòng động cơ, nhưng chỉ dày 1 in (25 mm) ở các khu vực khác. Sự bảo vệ dưới nước không thỏa đáng là yếu tố đáng kể khiến Audacious bị chìm trong chiến tranh.
Bệ tháp pháo, bao bọc các cơ cấu xoay tháp pháo và khoang vận chuyển đạn pháo/thuốc phóng, làm bằng thép giáp Krupp dày 10 in (250 mm) ở các mặt bộc lộ bên ngoài và giảm xuống cho đến 3 in (76 mm) khi tiếp giáp các lớp giáp khác. Tháp pháo có các mặt hông dày 11 in (280 mm); sàn tàu được bọc thép KNC dày tối đa 4 in (100 mm) bên trên hầm đạn, phòng động cơ và các phần quan trọng khác, giảm còn 1 in (25 mm) tại các khu vực khác.

## Lịch sử hoạt động
Được đặt hàng trong tài khóa hải quân 1910, Audacious được chế tạo tại xưởng tàu của hãng Cammell Laird Limited ở Birkenhead, Merseyside, Anh Quốc. Nó được đặt lườn vào ngày 23 tháng 3 năm 1911; được hạ thủy vào ngày 14 tháng 9 năm 1912; và được phiên chế vào Đội 1 thuộc Hải đội Chiến trận 2 Hải quân Hoàng gia Anh vào ngày 21 tháng 10 năm 1913.
Lúc bắt đầu Chiến tranh Thế giới thứ nhất, Audacious nằm trong thành phần Hải đội Chiến trận 2 của Hạm đội Grand. Vào ngày 27 tháng 10 năm 1914. Hải đội Chiến trận 2, bao gồm các thiết giáp hạm siêu-dreadnought King George V, Ajax, Centurion, Audacious, Monarch, Thunderer và Orion, rời Lough Swilly tiến hành một cuộc thực tập tác xạ tại Loch na Keal thuộc Ireland

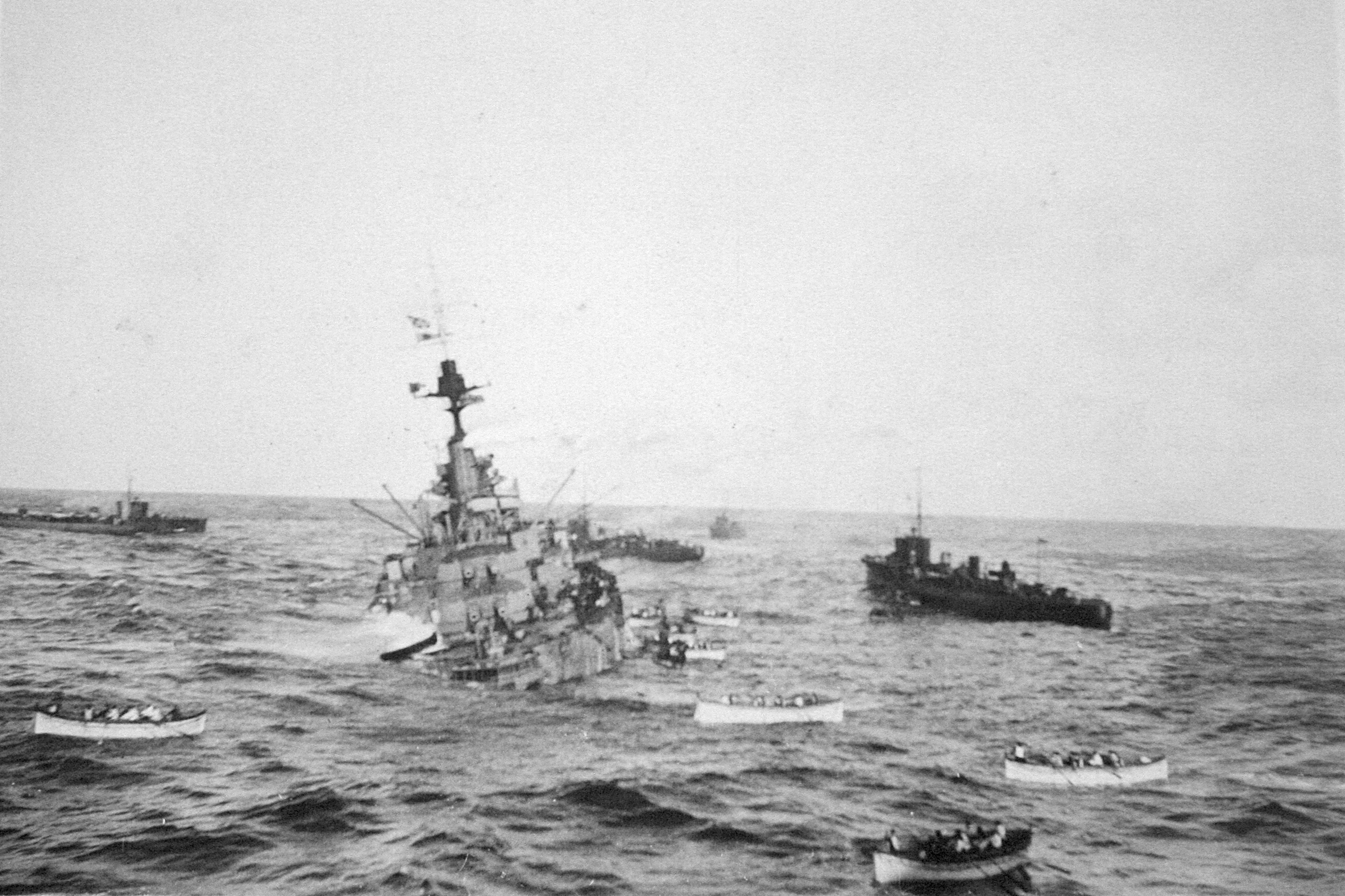
Thủy thủ của Audacious trên các xuồng cứu sinh để được kéo lên chiếc Olympic

Đang khi bẻ lái, lúc 08 giờ 45 phút, Audacious va phải một quả thủy lôi do chiếc tàu rải mìn phụ trợ Đức Berlin thả ngoài khơi đảo Tory. Vụ nổ xảy ra 16 foot (4,9 m) bên dưới đáy tàu, khoảng 10 foot (3,0 m) trước vách ngăn ngang phía sau phòng động cơ bên mạn trái. Các phòng động cơ bên mạn trái, phòng máy, phòng đạn pháo tháp pháo X và các ngăn bên dưới bị ngập nước ngay lập tức, và nước tiếp tục lan chậm sang phòng động cơ trung tâm cùng các khoang lân cận.
Hạm trưởng, Đại tá Hải quân Cecil F. Dampier, cho rằng con tàu vừa bị tàu ngầm tấn công, đã cho treo cờ hiệu cảnh báo tàu ngầm, và các tàu khác của hải đội di chuyển ra xa khỏi nơi nguy hiểm. Con tàu nhanh chóng bị nghiêng 10-15 độ sang mạn trái, rồi được làm nhẹ bớt bằng cách cho ngập nước các khoang đối xứng bên mạn phải; nên đến 09 giờ 45 phút, con tàu còn nghiêng 1-10 độ trong khi nó vẫn chòng chành vào lúc biển đang động. Vào lúc này, động cơ bên mạn phải vẫn còn hoạt động; con tàu có thể di chuyển với tốc độ 9 kn (10 mph; 17 km/h), và Dampier tin rằng ông có cơ hội di chuyển 25 mi (40 km) vào đến bờ để chủ động làm mắc cạn con tàu. Tuy nhiên, nước tiếp tục tràn vào phòng động cơ trung tâm, có thể do hư hại đáy vách ngăn dọc. Đến 10 giờ 00, người ta quyết định bỏ phòng động cơ trung tâm, nhưng mực nước cũng dâng lên trong phòng động cơ mạn phải, nên động cơ này cũng phải tắt. Lúc 11 giờ 00, turbine trung tâm hoàn toàn ngập nước và sàn tàu bên mạn trái chạm đến mực nước khi con tàu nghiêng qua phía đó.
Tàu tuần dương hạng nhẹ Liverpool đã túc trực bên cạnh trong khi Audacious phát đi tín hiệu cầu cứu khẩn cấp. Đô đốc Sir John Jellicoe, Tổng tư lệnh Hạm đội Grand, ra lệnh cho mọi tàu khu trục và tàu kéo đang sẵn có tiến ra để tiếp cứu, nhưng đã không dám gửi bất cứ thiết giáp hạm nào ra kéo Audacious do mối nguy cơ rõ rệt của tàu ngầm đối phương. Trong lúc đó, chiếc tàu biển chở hành khách Olympic của hãng tàu White Star Line đã đi đến hiện trường.
Dampier đưa mũi con tàu hướng ra phía biển và ra lệnh cho mọi thủy thủ không cần thiết rời tàu. Xuồng của Liverpool và Olympic đã tiến đến trợ giúp, nên chỉ còn lại 250 người trên tàu lúc 14 giờ 00. Vào 13 giờ 30 phút, hạm trưởng của Olympic, Thiếu tướng Hải quân Haddock, đề nghị rằng tàu của ông sẽ tìm cách kéo Audacious. Dampier đồng ý, và dưới sự trợ giúp của tàu khu trục Fury, một dây cáp được chuyển sang trong vòng 30 phút. Các con tàu bắt đầu di chuyển chậm về phía Lough Swilly, nhưng Audacious không thể điều khiển được đến mức dây cáp bị đứt. Olympic cùng với tàu tiếp than Thornhill lại tìm cách kéo con tàu, nhưng không thể. Đến 16 giờ 00, sàn phía trước chỉ còn cách mặt nước 4 foot (1,2 m), trong khi khoảng nổi phía đuôi chỉ còn không đầy 1 foot (0,30 m).
Trong khoảng thời gian đó, lúc 13 giờ 30 phút, một bức điện nhận được từ trạm tuần duyên Mulroy cho biết chiếc tàu hơi nước Manchester Commerce đã bị trúng thủy lôi tại cùng khu vực một ngày trước đó; rồi đến 16 giờ 06 phút, có thêm một báo cáo về chiếc tàu buồm Cardiff cũng trúng mìn vào đêm trước. Nhận được những tin tức này, lúc 17 giờ 00, Jellicoe ra lệnh cho chiếc thiết giáp hạm tiền-dreadnought Exmouth tiến ra để tìm cách kéo Audacious. Đặt trường hợp có thể cứu được con tàu, ông cũng yêu cầu thêm một sĩ quan thuộc Cục Chế tạo Bộ Hải quân để trợ giúp vào việc sửa chữa lớn.

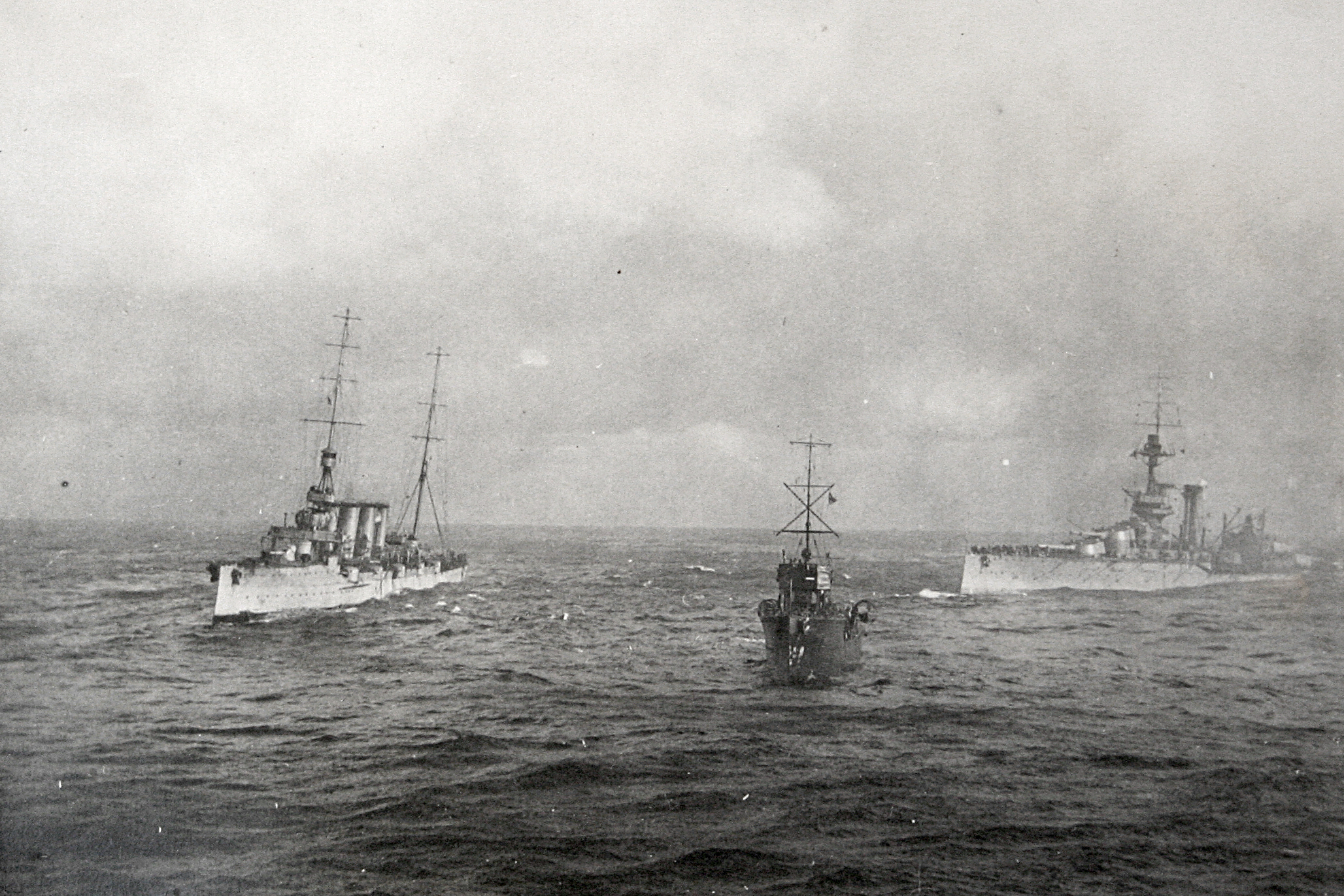
Liverpool (trái) và Fury (giữa), cùng với RMS Olympic, đang cố gắng kéo Audacious (phải). Nhìn từ khu vực hành khách của chiếc RMS Olympic

Phó đô đốc Sir Lewis Bayly, Tư lệnh Hải đội Chiến trận 1, đi đến hiện trường trên chiếc để chỉ huy việc ứng cứu. Lúc trời tối, Bayly, Dampier cùng những người còn lại trên Audacious phải rời tàu lúc 19 giờ 15 phút. Khi sàn sau bị ngập, xuồng whaler của con tàu bị bung ra trượt dọc theo sàn tàu gây thêm những hư hỏng cho các cửa sổ và cửa thông gió, làm ngập nước nhanh hơn phía đuôi. Đến 20 giờ 45 phút, với các sàn tàu dưới mặt nước, con tàu nghiêng mạnh, tạm dừng, rồi lật úp. Con tàu nổi úp ngược với mũi tàu nhô cao cho đến 21 giờ 00, khi một vụ nổ xảy ra nhấc tung xác tàu lên không trung 300 foot (91 m), tiếp nối bằng hai vụ nổ khác. Vụ nổ rõ ràng xuất phát từ hầm đạn tháp pháo B, có thể do đầu đạn pháo công phá rơi khỏi giá, phát nổ và làm kích nổ hầm đạn thuốc phóng cordite. Một mảnh vỏ giáp rơi trúng làm thiệt mạng một hạ sĩ quan trên chiếc Liverpool cách đó 800 yd (730 m), là tổn thất nhân mạng duy nhất liên quan đến việc chìm tàu.

### Diễn biến tiếp theo
Jellicoe lập tức đề nghị giữ kín việc Audacious bị chìm, và được sự tán đồng của Ban lãnh đạo Bộ Hải quân lẫn Nội các Anh, một hành động bị chế nhạo sau đó. Cho đến suốt thời gian còn lại của chiến tranh, tên của Audacious vẫn tiếp tục hiện diện trong danh sách tàu chiến hoạt động. Tuy nhiên, nhiều người Mỹ có mặt trên chiếc Olympic vào lúc đó ở ngoài quyền tài phán của Anh đã bàn luận về việc đắm tàu; nhiều ảnh chụp, thậm chí một đoạn phim, đã được ghi lại. Đến ngày 19 tháng 11, tin tức về việc việc Audacious bị mất bay đến Đức. Người đồng cấp với Jellicoe tại Đức, Reinhard Scheer, đã viết sau chiến tranh: "Về trường hợp của Audacious, chúng ta chỉ có thể đồng ý với thái độ của Anh không để lộ điểm yếu cho đối phương, bởi vì tin tức chính xác về sức mạnh của đối thủ có ảnh hưởng rất lớn đối với các quyết định được đưa ra."
Ngày 14 tháng 11 năm 1918, không lâu sau khi chiến tranh chấm dứt, một thông báo chính thức về việc mất con tàu được đưa ra trên tờ The Times:
| “ | H.M.S. Audacious. Một thông báo bị trì hoãn. Bí thư Bộ Hải quân Anh đưa ra tuyên bố như sau:— H.M.S. Audacious chìm sau khi trúng một quả mìn ngoài khơi bờ biển Bắc Ireland vào ngày 27 tháng 10 năm 1914. Điều này được giữ bí mật theo yêu cầu khẩn cấp của Tổng tư lệnh Hạm đội Grand, và báo chí đã kiềm chế việc công bố ra đại chúng. | ” |

Một ủy ban điều tra của Hải quân Hoàng gia đã nhận định những yếu góp phần vào việc mất chiếc Audacious là do nó chưa bước vào chế độ báo động tác chiến, lúc mà mọi cửa kín nước phải được khóa và các đội kiểm soát hư hỏng sẵn sàng hoạt động. Đã có những nỗ lực sử dụng bơm tròn động cơ như những bơm nước khỏi đáy tàu, nhưng việc ngập nước nhanh đã ngăn trở công việc này. Cho dù các cửa ngăn để mở, thủy thủ khai nhận rằng chúng đã được đóng trước khi nước ngập đến. Ngoài chỗ hư hại đáy tàu, nước cũng đã tràn qua các vách ngăn do những miếng lót chung quanh ống dẫn và van bị hỏng, làm vỡ ống dẫn và cửa ngăn vốn không được đóng hoàn toàn. Chiếc Marlborough thuộc lớp thiết giáp hạm Iron Duke tiếp theo (nhưng hầu như tương đồng) đã trúng ngư lôi trong trận Jutland và trong một lúc vẫn có thể tiếp tục di chuyển ở tốc độ 17 hải lý trên giờ (20 mph; 31 km/h).
Xác tàu đắm của Audacious được tìm thấy cách 24 dặm (39 km) về phía Bắc bờ biển Ireland, và từng được quay phim trong chương trình truyền hình Deep Wreck Mysteries của kênh History Channel. Chương trình bao gồm một cuộc điều tra về xác tàu đắm và những tình huống đưa đến việc mất nó, có sự tham gia của nhà khảo cổ hàng hải Innes McCartney và chuyên gia về thiết giáp hạm Bill Jurens. Xác tàu nằm úp xuống đáy biển nhưng ở vùng nước trong cách 17 dặm (27 km) về phía Đông Bắc đảo Tory, trong tình trạng trục chân vịt bên mạn phải bị uốn cong và bánh lái bị rời ra.